# Apartamentul (film din 1960)

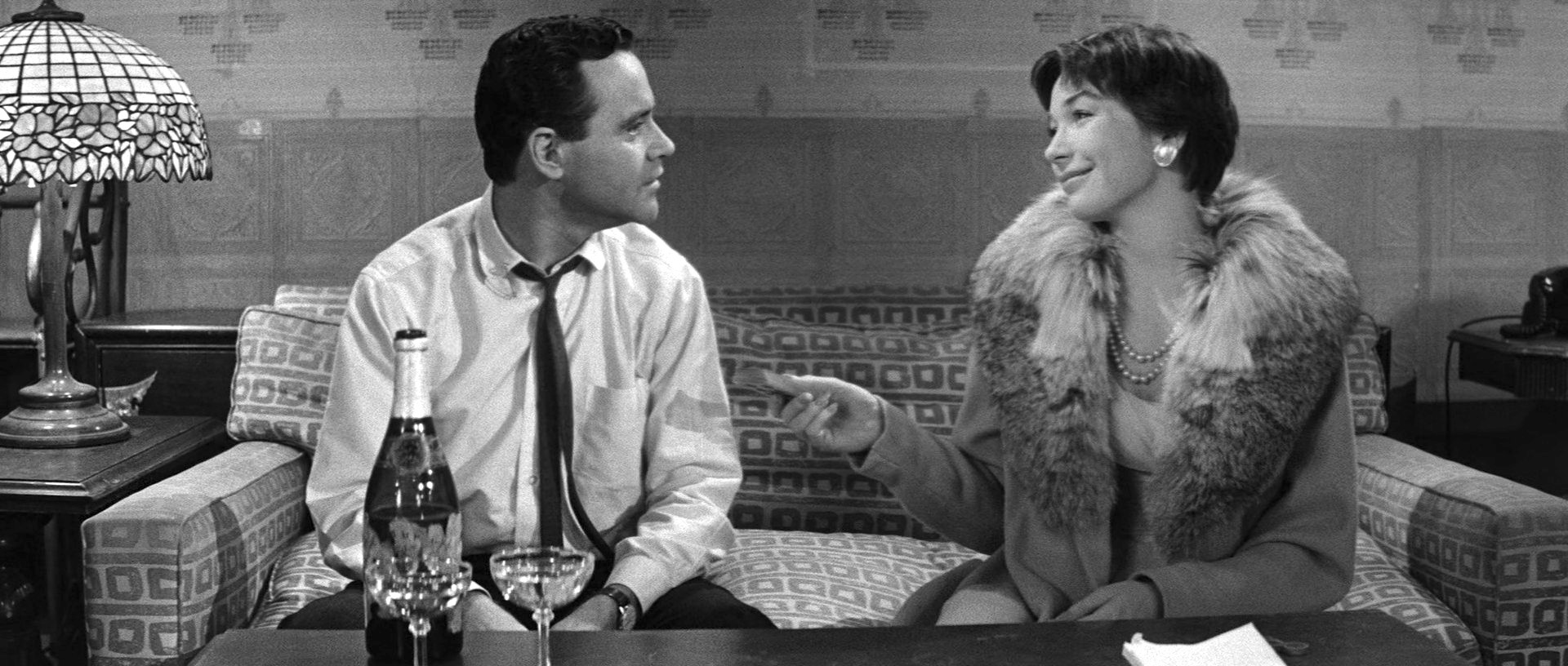
Imagine din film cu Jack Lemmon și Shirley MacLaine

Apartamentul este un film de comedie-dramatic din 1960 care a obținut premiul Oscar în 1961 pentru cel mai bun film al anului. În rolurile principale interpretează actorii Jack Lemmon și Shirley MacLaine.

## Prezentare
La 1 noiembrie 1959, ușor manieratul C.C. Baxter a lucrat la Consolidated Life, o societate de asigurări, de aproape patru ani. El este unul din cei aproape treizeci și două de mii de angajați aflați în sediul lor din Manhattan. Pentru a se distinge de toate celelalte rotițe smerite din firmă și în speranța că va urca pe scara ierarhică, de cele mai multe ori lucrează până târziu, dar asta și pentru că nu mai poate intra în apartamentul său, situat lângă Central Park West.  Asta deoarece l-a pus la dispoziția colegilor săi - Dobisch, Kirkeby, Vanderhoff și Eichelberger - care-l folosesc pe rând pentru legăturile lor extraconjugale, totul pentru ca aceștia să pună o vorbă bună pentru Baxter la directorul de personal, Jeff D. Sheldrake. Atunci când Baxter este chemat la biroul lui Sheldrake pentru prima dată, își dă seama că nu a fost chemat pentru a fi promovat așa cum se aștepta, ci dimpotrivă, ca să-l adauge și pe Sheldrake (care era căsătorit) pe lista celor care se folosesc de apartamentul său.

## Distribuție
- Jack Lemmon – C.C. „Buddy Boy” Baxter
- Shirley MacLaine – Fran Kubelik
- Fred MacMurray – Jeff D. Sheldrake
- Ray Walston – Joe Dobisch
- Jack Kruschen – dr. Dreyfuss
- David Lewis – Al Kirkeby
- Hope Holiday – Mrs. Margie MacDougall
- Joan Shawlee – Sylvia
- Naomi Stevens – dna. Mildred Dreyfuss
- Johnny Seven – Karl Matuschka
- Joyce Jameson – blonda din bar
- Hal Smith – Moș Crăciun din bar
- Willard Waterman – dl. Vanderhoff
- David White – dl. Eichelberger
- Edie Adams – dra. Olsen

## Premii și nominalizări
Apartamentul a avut 10 nominalizări la a 33-a ediție a Premiilor Oscar din care a câștigat 5.
| Premiu                                             | Rezultat     | Acordat lui                       |
| -------------------------------------------------- | ------------ | --------------------------------- |
| Best Picture                                       | Câștigat     | Billy Wilder                      |
| Best Director                                      | Câștigat     | Billy Wilder                      |
| Best Writing (Original Screenplay)                 | Câștigat     | I. A. L. Diamond Billy Wilder     |
| Best Actor                                         | Nominalizare | Jack Lemmon                       |
| Best Actress                                       | Nominalizare | Shirley MacLaine                  |
| Best Supporting Actor                              | Nominalizare | Jack Kruschen                     |
| Best Cinematography (Black-and-White)              | Nominalizare | Joseph LaShelle                   |
| Best Film Editing                                  | Câștigat     | Daniel Mandell                    |
| Best Art Direction-Set Decoration, Black-and-White | Câștigat     | Alexander Trauner Edward G. Boyle |
| Best Sound                                         | Nominalizare | Gordon E. Sawyer                  |